# Nyls Korstanje
Nyls Korstanje (Sneek, 5 februari 1999) is een Nederlandse zwemmer.

## Carrière
Korstanje won een gouden medaille op de 50 meter vrije slag en een zilveren medaille op de 100 meter vrije slag tijdens het Europees Jeugd Olympisch Festival 2015 in Tbilisi. 
Op de Open Nederlandse kampioenschappen kortebaanzwemmen 2015 zwom hij de limiet voor de Europese kampioenschappen kortebaanzwemmen 2015 op de 50 meter vrije slag. Deze limiettijd was bedoeld voor zwemmers die uiterlijk in 1997 geboren zijn. Uiteindelijk mocht Korstanje niet deelnemen volgens de regelgeving van de LEN.
In 2017 zwom Korstanje de EK limiet voor de 50- en 100 meter vrije slag op de Swim Cup Amsterdam. Op beide afstanden zal hij uitkomen op de EK korte baan in Kopenhagen.

## Persoonlijk
Korstanje haalde zijn vwo-diploma in Nederland om vervolgens met Slamstox de overstap te maken naar Amerika. Hier studeerde hij aan de North Carolina State University in Raleigh waar hij tevens uitkwam voor het zwemteam van de universiteit. Hij won hier een nationale kampioenschapstitel (NCAA) alsmede een BA Sc in materiaalwetenschappen.

## Resultaten

### Internationale toernooien
| Jaar  | Olympische Spelen                                                               | WK langebaan                                                            | WK kortebaan | EK langebaan | EK kortebaan               |
| ----- | ------------------------------------------------------------------------------- | ----------------------------------------------------------------------- | --- | --- | -------------------------- |
| 2016  | geen deelname                                                                   |                                                                         | 32e 50m vrije slag · 37e 100m vrije slag · 4e 4x50m vrije slag · 7e 4x100m vrije slag · 4x50m vrije slag gemengd · | geen deelname |                            |
| 2017  |                                                                                 | geen deelname                                                           | | | 4×50m vrije slag gemengd · |
| 2018  |                                                                                 |                                                                         | geen deelname | 25e 50m vrije slag · 15e 100m vrije slag · 6e 50m vlinderslag · 6e 4×100m vrije slag · 7e 4×100m wisselslag · 4×100m vrije slag gemengd      |                            |
| 2019  |                                                                                 | 16e 4×100m vrije slag 15e 4×100m wisselslag                             | | | 4×50m wisselslag gemengd · |
| 2020* | 12e 100m vlinderslag 6e 4×100m wisselslag gemengd                               |                                                                         | 4e 4x100m vrije slag · 4x50m wisselslag gemengd** ·                                                                | 15e 4×100m wisselslag · 8e 4×100m vrije slag · 35e 100m vrije slag · 4×100m wisselslag gemengd · 5e 50m vlinderslag · 15e 100m vlinderslag · |                            |
| 2021  |                                                                                 |                                                                         | | |                            |
| 2022  |                                                                                 | 10e 50m vlinderslag · 4×100m wisselslag gemengd · 9e 100m vlinderslag · | 4x50m vrije slag · 4×50m vrije slag gemengd** ·                                                                    | 4e 50m vlinderslag · 4x100m wisselslag gemengd · 7e 100m vlinderslag · 6e 4x100m vrije slag gemengd ·                                        |                            |
| 2023  |                                                                                 | 12e 50m vlinderslag 4e 4×100m wisselslag gemengd 5e 100m vlinderslag    | | |                            |
| 2024  | 6e 100m vlinderslag 6e 4×100 meter wisselslag gemengd 8e 4×100 meter wisselslag | 9e 50m vlinderslag · 4e 100m vlinderslag · 4×100 m wisselslag           | | |                            |

 *) De internationale toernooien die in 2020 zouden plaatsvinden werden vanwege de coronapandemie uitgesteld tot 2021.

 **) Korstanje zwom alleen de series.

## Persoonlijke records
Bijgewerkt tot en met 26 mei 2025
Kortebaan
| Afstand          | Tijd     | Datum            | Plaats    |
| ---------------- | -------- | ---------------- | --------- |
| 50m vrije slag   | NR 20,63 | 14 december 2024 | Boedapest |
| 100m vrije slag  | 46,91    | 3 juli 2022      | Amsterdam |
| 200m vrije slag  | 1:46,35  | 4 november 2016  | Hoofddorp |
| 50m rugslag      | 25,35    | 12 december 2020 | Eindhoven |
| 100m rugslag     | 55,12    | 15 oktober 2017  | Aken      |
| 50m vlinderslag  | NR 21,62 | 10 december 2024 | Boedapest |
| 100m vlinderslag | NR 48,99 | 24 oktober 2024  | Incheon   |
| 100m wisselslag  | 53,87    | 11 december 2020 | Eindhoven |

Langebaan
| Afstand          | Tijd     | Datum           | Plaats    |
| ---------------- | -------- | --------------- | --------- |
| 50m vrije slag   | 21,98    | 3 december 2020 | Rotterdam |
| 100m vrije slag  | 48,86    | 17 mei 2021     | Boedapest |
| 200m vrije slag  | 1:51,41  | 7 april 2017    | Eindhoven |
| 50m rugslag      | 27,00    | 23 oktober 2020 | Eindhoven |
| 100m rugslag     | 55,48    | 9 augustus 2018 | Glasgow   |
| 50m vlinderslag  | NR 22,72 | 26 mei 2025     | Londen    |
| 100m vlinderslag | NR 50,59 | 2 augustus 2024 | Parijs    |